# Jongno-gu
Jongno-gu é um dos 25 gu (distritos de governo local) de Seul, a capital da Coreia do Sul. Está localizado ao norte do rio Han. Seu nome é derivado de uma importante via local, Jongno, que significa "rua do sino".
Jongno-gu, como centro de Seul nos últimos 600 anos, desde a transferência da capital para Hanyang após o estabelecimento da Dinastia Joseon, desempenha papéis importantes como o coração da cultura e administração. O distrito é geralmente referido como a face e o coração da Coreia, devido seus importantes papéis na política, economia, cultura e história como capital. Jongno-gu abriga palácios usados pelos reis para residir e trabalhar, tais como o Gyeongbokgung, Changdeokgung, Changgyeonggung e Unhyeongung. A residência oficial do Presidente da Coreia do Sul, a Casa Azul, também está localizada neste distrito.
A área também abriga a Praça Gwanghwamun, um espaço público muito visitado em Sejongno, onde está erigida uma estátua em homenagem ao Rei Sejong de Joseon.

## Divisões administrativas
Jongno compreende atualmente 17 dongs.
| \| - Cheongunhyoja-dong (청운효자동 淸雲孝子洞) - Sajik-dong (사직동 社稷洞) - Samcheong-dong (삼청동 三淸洞) - Buam-dong (부암동 付岩洞) - Pyeongchang-dong (평창동 平倉洞) - Muak-dong (무악동 毋岳洞) - Gyonam-dong (교남동 橋南洞) - Gahoe-dong (가회동 嘉會洞) - Jongno-1.2.3.4 ga-dong (종로1.2.3.4가동 鍾路) \| - Jongno-5.6 ga-dong (종로5.6가동 鍾路5.6街洞) - Ihwa-dong (이화동 梨花洞) - Hyehwa-dong (혜화동 惠化洞) - Changsin 1-dong (창신1동 昌信洞) - Changsin 2-dong (창신2동 昌信洞) - Changsin 3-dong (창신3동 昌信洞) - Sungin 1-dong (숭인1동 崇仁洞) - Sungin 2-dong (숭인2동 崇仁洞) \| | |
| - Cheongunhyoja-dong (청운효자동 淸雲孝子洞) - Sajik-dong (사직동 社稷洞) - Samcheong-dong (삼청동 三淸洞) - Buam-dong (부암동 付岩洞) - Pyeongchang-dong (평창동 平倉洞) - Muak-dong (무악동 毋岳洞) - Gyonam-dong (교남동 橋南洞) - Gahoe-dong (가회동 嘉會洞) - Jongno-1.2.3.4 ga-dong (종로1.2.3.4가동 鍾路) | - Jongno-5.6 ga-dong (종로5.6가동 鍾路5.6街洞) - Ihwa-dong (이화동 梨花洞) - Hyehwa-dong (혜화동 惠化洞) - Changsin 1-dong (창신1동 昌信洞) - Changsin 2-dong (창신2동 昌信洞) - Changsin 3-dong (창신3동 昌信洞) - Sungin 1-dong (숭인1동 崇仁洞) - Sungin 2-dong (숭인2동 崇仁洞) |

## Educação

### Universidades
- Universidade Católica da Coreia (Campus Teológico Songsin)
- Universidade de Mulheres Baewha
- Universidade de Mulheres Duksung (Campus Uni-dong)
- Universidade Nacional de Seul (Campus Yongon)
- Universidade Sangmyung
- Universidade Sungkyunkwan

## Símbolos
- Árvore: Ginkgo biloba
- Flor: Azaléa real
- Pássaro: Pica hudsonia

## Pontos de interesse
Jongno-gu sedia importantes marcos culturais da capital e da Dinastia Joseon:

### Monumentos da Era Joseon
- Gyeongbokgung (palácio)
- Changgyeonggung (palácio)
- Changdeokgung (palácio)
- Gyeonghuigung (palácio)
- Unhyeongung (palácio)
- Bosingak (pavilhão)
- Gwanghwamun (portão)
- Heunginjimun (portão)
- Jongmyo (santuário)
- Seoul Sajikdan (santuário)
- Parque Tapgol

### Outros marcos
- Jogyesa
- Praça Gwanghwamun
- Catedral de Seoul (천주교서울성당/ 天主敎特別市聖堂)

### Bairros
- Aldeia Hanok de Bukchon
- Daehangno
- Insadong

### Museus
- Museu Folclórico Nacional da Coreia
- Museus do Palácio Nacional da Coreia
- Art Center Nabi
- Artsonje Center
- Museu de Arte Bukchon
- Museu de Arte Ilmin
- Museu de Arte de Seul
- Museu de Educação de Seul
- Museu Gahoe
- Museu de História de Seul
- Museu do Tteok & Utensílios de Cozinha

### Parques e montanhas
- Bukhansan
- Cheonggyecheon
- Inwangsan